# Équipe de Serbie des moins de 20 ans de football
Maillots
L'équipe de Serbie des moins de 20 ans ou Serbie U20 est une sélection de footballeurs de moins de 20 ans au début des deux années de compétition placée sous la responsabilité de la Fédération de Serbie de football. 
La Serbie a été reconnue d'un commun accord avec la FIFA et les autres pays de l'ex-Yougoslavie comme l'héritière directe des statistiques FIFA et UEFA de la Yougoslavie et de la Serbie-Monténégro (cf le site de la FIFA et le site de la FIFA). C'est pour cette raison qu'elle n'a pas eu besoin de faire le processus d'affiliation à la FIFA comme les autres pays issus de l'ex-Yougoslavie. 
(Pour l'équipe antérieure à 1992 voir Équipe de Yougoslavie de football)

## Compétitions internationales

### Résultats en Coupe du monde de football des moins de 20 ans
| Entité | Année | Résultat      | MJ            | V             | N             | D             | BP            | BC            | Dif           |               |
| ------ | ----- | ------------- | ------------- | ------------- | ------------- | ------------- | ------------- | ------------- | ------------- | ------------- |
| Yug    | 1977  | Non qualifiée | Non qualifiée | Non qualifiée | Non qualifiée | Non qualifiée | Non qualifiée | Non qualifiée | Non qualifiée | Non qualifiée |
| Yug    | 1979  | Premier tour  | 3             | 1             | 0             | 2             | 5             | 3             | +2            |               |
| Yug    | 1981  | Non qualifiée | Non qualifiée | Non qualifiée | Non qualifiée | Non qualifiée | Non qualifiée | Non qualifiée | Non qualifiée |               |
| Yug    | 1983  | Non qualifiée | Non qualifiée | Non qualifiée | Non qualifiée | Non qualifiée | Non qualifiée | Non qualifiée | Non qualifiée |               |
| Yug    | 1985  | Non qualifiée | Non qualifiée | Non qualifiée | Non qualifiée | Non qualifiée | Non qualifiée | Non qualifiée | Non qualifiée |               |
| Yug    | 1987  | Vainqueur     | 6             | 5             | 1             | 0             | 17            | 6             | +11           |               |
| Yug    | 1989  | Non qualifiée | Non qualifiée | Non qualifiée | Non qualifiée | Non qualifiée | Non qualifiée | Non qualifiée | Non qualifiée |               |
| Yug    | 1991  | Non qualifiée | Non qualifiée | Non qualifiée | Non qualifiée | Non qualifiée | Non qualifiée | Non qualifiée | Non qualifiée |               |
| SCG    | 1993  | Bannie        | Bannie        | Bannie        | Bannie        | Bannie        | Bannie        | Bannie        | Bannie        |               |
| SCG    | 1995  | Bannie        | Bannie        | Bannie        | Bannie        | Bannie        | Bannie        | Bannie        | Bannie        |               |
| SCG    | 1997  | Non qualifiée | Non qualifiée | Non qualifiée | Non qualifiée | Non qualifiée | Non qualifiée | Non qualifiée | Non qualifiée |               |
| SCG    | 1999  | Non qualifiée | Non qualifiée | Non qualifiée | Non qualifiée | Non qualifiée | Non qualifiée | Non qualifiée | Non qualifiée |               |
| SCG    | 2001  | Non qualifiée | Non qualifiée | Non qualifiée | Non qualifiée | Non qualifiée | Non qualifiée | Non qualifiée | Non qualifiée |               |
| SCG    | 2003  | Non qualifiée | Non qualifiée | Non qualifiée | Non qualifiée | Non qualifiée | Non qualifiée | Non qualifiée | Non qualifiée |               |
| SCG    | 2005  | Non qualifiée | Non qualifiée | Non qualifiée | Non qualifiée | Non qualifiée | Non qualifiée | Non qualifiée | Non qualifiée |               |
| Srb    | 2007  | Non qualifiée | Non qualifiée | Non qualifiée | Non qualifiée | Non qualifiée | Non qualifiée | Non qualifiée | Non qualifiée |               |
| Srb    | 2009  | Non qualifiée | Non qualifiée | Non qualifiée | Non qualifiée | Non qualifiée | Non qualifiée | Non qualifiée | Non qualifiée |               |
| Srb    | 2011  | Non qualifiée | Non qualifiée | Non qualifiée | Non qualifiée | Non qualifiée | Non qualifiée | Non qualifiée | Non qualifiée |               |
| Srb    | 2013  | Non qualifiée | Non qualifiée | Non qualifiée | Non qualifiée | Non qualifiée | Non qualifiée | Non qualifiée | Non qualifiée |               |
| Srb    | 2015  | Vainqueur     | 7             | 5             | 1             | 1             | 10            | 4             | +6            |               |
| Srb    | 2017  | Non qualifiée | Non qualifiée | Non qualifiée | Non qualifiée | Non qualifiée | Non qualifiée | Non qualifiée | Non qualifiée | Non qualifiée |
| Total  | Total | 2 titres      | 16            | 11            | 2             | 3             | 32            | 13            | +19           |               |